# Giải vô địch bóng đá nữ U-19 châu Á 2015
Giải vô địch bóng đá nữ U-19 châu Á 2015 diễn ra tại Trung Quốc từ 18 tới 29 tháng 8 năm 2015. Ba đội đứng đầu giành quyền tham dự Giải vô địch bóng đá nữ U-20 thế giới 2016.

## Vòng bảng
Giờ thi đấu là UTC+08:00.

### Bảng A
| VT | Đội            | ST | T | H | B | BT | BB | HS  | Đ | Giành quyền tham dự     |
| -- | -------------- | -- | - | - | - | -- | -- | --- | - | ----------------------- |
| 1  | Nhật Bản       | 3  | 3 | 0 | 0 | 11 | 2  | +9  | 9 | Vòng đấu loại trực tiếp |
| 2  | Trung Quốc (H) | 3  | 2 | 0 | 1 | 13 | 4  | +9  | 6 | Vòng đấu loại trực tiếp |
| 3  | Úc             | 3  | 1 | 0 | 2 | 3  | 4  | −1  | 3 |                         |
| 4  | Uzbekistan     | 3  | 0 | 0 | 3 | 0  | 17 | −17 | 0 |                         |

| Nhật Bản           | 2–0      | Úc |
| ------------------ | -------- | -- |
| Kobayashi 10', 28' | Chi tiết |    |

| Trung Quốc | 9–0      | Uzbekistan |
| --- | -------- | ---------- |
| Thi Thiên Luân 14' (ph.đ.) · Tiêu Dụ Nghi 20', 41', 58' · Diêm Cẩm Cẩm 31', 32', 51' · Trương Trúc 66' · Tojiddinova 79' (l.n.) | Chi tiết |            |

| Uzbekistan | 0–6      | Nhật Bản                                            |
| ---------- | -------- | --------------------------------------------------- |
|            | Chi tiết | Sonoda 5', 77' · Seike 25', 35', 47' · Hasegawa 36' |

| Úc           | 1–2      | Trung Quốc                     |
| ------------ | -------- | ------------------------------ |
| Harrison 67' | Chi tiết | Tần Mạn Mạn 38' · Lưu Ngạn 55' |

| Trung Quốc                                     | 2–3      | Nhật Bản                                   |
| ---------------------------------------------- | -------- | ------------------------------------------ |
| Thi Thiên Luân 71' (ph.đ.) · Phan Giai Tuệ 84' | Chi tiết | Kobayashi 22' · Nishida 64' · Kitagawa 75' |

| Úc                        | 2–0      | Uzbekistan |
| ------------------------- | -------- | ---------- |
| Kirby 36' · O'Brien 90+3' | Chi tiết |            |

### Bảng B
| VT | Đội               | ST | T | H | B | BT | BB | HS  | Đ | Giành quyền tham dự     |
| -- | ----------------- | -- | - | - | - | -- | -- | --- | - | ----------------------- |
| 1  | CHDCND Triều Tiên | 3  | 3 | 0 | 0 | 15 | 0  | +15 | 9 | Vòng đấu loại trực tiếp |
| 2  | Hàn Quốc          | 3  | 2 | 0 | 1 | 16 | 1  | +15 | 6 | Vòng đấu loại trực tiếp |
| 3  | Thái Lan          | 3  | 1 | 0 | 2 | 7  | 9  | −2  | 3 |                         |
| 4  | Iran              | 3  | 0 | 0 | 3 | 1  | 29 | −28 | 0 |                         |

| Hàn Quốc | 13–0     | Iran |
| --- | -------- | ---- |
| Hwang Hye-soo 11', 24' · Choi Hee-jeong 15', 36' · Namgung Ye-ji 37', 59' · Son Hwa-yeon 52', 78' · Wie Jae-eun 60', 72', 81' · Park Yee-un 65' · Song Ji-yoon 90' | Chi tiết |      |

| CHDCND Triều Tiên                                                     | 5–0      | Thái Lan |
| --------------------------------------------------------------------- | -------- | -------- |
| Jon So-yon 38' (ph.đ.) · Ri Kyong-hyang 47' · Ri Un-sim 63', 66', 88' | Chi tiết |          |

| Thái Lan | 0–3      | Hàn Quốc                                        |
| -------- | -------- | ----------------------------------------------- |
|          | Chi tiết | Jang Chang 52', 71' · Namgung Ye-ji 75' (ph.đ.) |

| Iran | 0–9      | CHDCND Triều Tiên |
| ---- | -------- | --- |
|      | Chi tiết | Ri Un-sim 27', 63' · Jon So-yon 33' · Wi Jong-sim 36' · Kim Phyong-hwa 39' · Ri Kyong-hyang 48' · Ri Hui-jong 86' · Kim So-hyang 88' · Choe Un-hwa 90+4' |

| Hàn Quốc | 0–1      | CHDCND Triều Tiên |
| -------- | -------- | ----------------- |
|          | Chi tiết | Ri Hyang-sim 62'  |

| Thái Lan                                           | 7–1      | Iran           |
| -------------------------------------------------- | -------- | -------------- |
| Saowalak 3', 11', 53', 68' · Jenjira 81', 84', 89' | Chi tiết | Zohrabinia 59' |

## Vòng đấu loại trực tiếp
|  | Bán kết               | Bán kết           |                       |       | Chung kết | Chung kết |
|  |                       |                   |                       |       |           |           |
|  | 26 tháng 8 – Nam Kinh |                   |                       |       |           |           |
|  |                       |                   |                       |       |           |           |
|  | Nhật Bản              | 1                 |                       |       |           |           |
|  | Nhật Bản              | 1                 | 29 tháng 8 – Nam Kinh |       |           |           |
|  | Hàn Quốc              | 0                 |                       |       |           |           |
|  | Hàn Quốc              | 0                 | Nhật Bản (p)          | 0 (4) |           |           |
|  | 26 tháng 8 – Nam Kinh |                   | Nhật Bản (p)          | 0 (4) |           |           |
|  |                       | CHDCND Triều Tiên | 0 (2)                 |       |           |           |
|  | CHDCND Triều Tiên     | CHDCND Triều Tiên | 0 (2)                 | 2     |           |           |
|  | CHDCND Triều Tiên     |                   |                       | 2     |           |           |
|  | Trung Quốc            | 0                 |                       |       |           |           |
|  | Trung Quốc            | 0                 | Tranh hạng ba         |       |           |           |
|  |                       |                   |                       |       |           |           |
|  | 29 tháng 8 – Nam Kinh |                   |                       |       |           |           |
|  |                       |                   |                       |       |           |           |
|  | Hàn Quốc              | 4                 |                       |       |           |           |
|  | Hàn Quốc              | 4                 |                       |       |           |           |
|  | Trung Quốc            | 0                 |                       |       |           |           |

### Bán kết
Đội thắng giành vé dự Giải vô địch bóng đá nữ U-20 thế giới 2016.
| Nhật Bản      | 1–0      | Hàn Quốc |
| ------------- | -------- | -------- |
| Kobayashi 82' | Chi tiết |          |

| CHDCND Triều Tiên                  | 2–0      | Trung Quốc |
| ---------------------------------- | -------- | ---------- |
| Ri Un-sim 29' · Ri Kyong-hyang 61' | Chi tiết |            |

### Tranh hạng ba
Đội thắng giành vé dự Giải vô địch bóng đá nữ U-20 thế giới 2016.
| Hàn Quốc                                                       | 4–0      | Trung Quốc |
| -------------------------------------------------------------- | -------- | ---------- |
| Vương Oánh 50' (l.n.) · Son Hwa-yeon 59', 67' · Jang Chang 69' | Chi tiết |            |

### Chung kết
| Nhật Bản                               | 0–0 (s.h.p.) | CHDCND Triều Tiên                                  |
| -------------------------------------- | ------------ | -------------------------------------------------- |
|                                        | Chi tiết     |                                                    |
| Loạt sút luân lưu                      |              |                                                    |
| Nishida · Kobayashi · Kitagawa · Miura | 4–2          | Jon So-yon · Ri Un-sim · Jo Ryon-hwa · Wi Jong-sim |